# 賭王 (1990年電影)
《賭王》是1990年上映的香港電影。江約誠導演，萬梓良、林威、周海媚、龍方主演。

## 剧情
黑幫老大何老大把幫派正式企業化，眾手下一起跟風，並以經營賭博生意。就在這時，他們的地盤被日本黑幫田中虎視眈眈，田中嘗試跟何老大溝通，失敗後何老大墮入田中的陷阱，並被其要求參加比賽......

## 演员
| 演員       | 角色   | 粵語配音 | 備註                                                                                    |
| 萬梓良     | 寶羅   | 朱子聰   | 黑幫成員，何定邦的兒子，為人做事衝動，心狠手辣，後被田中手下殺害                        |
| 林威       | 林飛   | 林保全   | 香港賭王，何定邦的前手下，武術高強，寶寶的未婚情人                                      |
| 周海媚     | 寶寶   | 龍德瓊   | 何定邦的女兒，林飛的未婚情人，後被田中殺害                                              |
| 龍方       | 田中   | 盧雄     | 日本黑幫頭目 意圖染指香港地盤，利用何定邦對付美國黑社會以剷除他們，為霸佔美國而不擇手段 |
| 喬宏       | 何定邦 | 喬宏     | 香港黑幫頭目 寶羅、寶寶的父親 林飛的前老大                                              |
| 劉兆銘     | 劉先生 | 金剛     | 賭錢技巧藝人 與田中對決                                                                 |
| 陳山河     | 發仔   | 羅君左   | 黑幫成員 寶羅的好兄弟                                                                   |
| 黃光亮     | 老板   | 陸頌愚   | 客串，賭場老板，因賭技不及林飛好而離開                                                  |
| 西協美智子 | 美智子 |          | 日本賭王                                                                                |

## 外部連結
- 香港影庫上《賭王》的資料（繁體中文）
- 豆瓣电影上《賭王》的資料 （简体中文）